# Thorius macdougalli
Thorius macdougalli is een salamandersoort uit het geslacht van Mexicaanse dwergsalamanders. De wetenschappelijke naam werd voor het eerst gepubliceerd door Edward Harrison Taylor in 1949. De soort is genoemd naar Thomas C. MacDougall, die ze in 1945 ontdekte in de Mexicaanse staat Oaxaca.
Het is een dwergsalamander met een snuit-tot-aarslengte van maximaal 21 mm en een staartlengte van maximaal 21 mm.
De soort is gekend van een vijftal locaties in de bossen op de bergen van noord- en centraal-Oaxaca. De salamander wordt bedreigd door habitatverlies, vooral ontbossing.